# Rallye Dakar 1992
Navigation
Édition précédente Édition suivante
Le Rallye Dakar 1992, également Rallye Paris-Syrte-Le Cap, est le 14e Rallye Dakar. Après un prologue à Rouen, le départ a été donné le 25 décembre 1991 du Château de Vincennes à Paris. Pour la première fois de son histoire, l'arrivée n'est pas à Dakar mais au Cap en Afrique du Sud.

## Fait marquant
- Décès du pilote moto français Gilles Lalay lors de la 15e étape. Lalay entre en collision avec une voiture de l'organisation du Paris-Le Cap sur une piste congolaise. Il est tué sur le coup.

## Étapes
| Étape | Date        | Départ           | Arrivée          | Distance         |
| ----- | ----------- | ---------------- | ---------------- | ---------------- |
| 1     | 24 décembre | Rouen            | Paris            | 130 km           |
| 2     | 25 décembre | Paris            | Sète             | 820 km           |
| 3     | 26 décembre | Misrata          | Syrte            | 653 km           |
| 4     | 27 décembre | Syrte            | Sebha            | 375 km           |
| 5     | 28 décembre | Sebha            | Waw al-Kabir     | 546 km           |
| 6     | 29 décembre | Waw al-Kabir     | Tummo            | 520 km           |
| 7     | 30 décembre | Tummo            | Dirkou           | 738 km           |
| 8     | 31 décembre | Dirkou           | N’Guigmi         | 601 km           |
| 9     | 1er janvier | N’Guigmi         | N'Djaména        | 438 km           |
| 10    | 2 janvier   | N'Djaména        | Sarh             | 695 km           |
| 11    | 3 janvier   | Sarh             | Bouar            | 663 km           |
| 12    | 4 janvier   | Bouar            | Yaoundé          | 660 km           |
| 13    | 5 janvier   | Yaoundé          | Oyem             | 400 km           |
| 14    | 6 janvier   | Oyem             | Franceville      | 793 km           |
| 15    | 7 janvier   | Franceville      | Pointe-Noire     | 677 km           |
|       | 8 janvier   | Journée de repos | Journée de repos | Journée de repos |
|       | 9 janvier   | Journée de repos | Journée de repos | Journée de repos |
| 16    | 10 janvier  | Lobito           | Namibe           | 500 km           |
| 17    | 11 janvier  | Namibe           | Ruacana          | 517 km           |
| 18    | 12 janvier  | Ruacana          | Grootfontein     | 600 km           |
| 19    | 13 janvier  | Grootfontein     | Gobabis          | 450 km           |
| 20    | 14 janvier  | Gobabis          | Keetmanshoop     | 600 km           |
| 21    | 15 janvier  | Keetmanshoop     | Springbok        | 450 km           |
| 22    | 16 janvier  | Springbok        | Le Cap           | 611 km           |

### Pays traversés
Au total, 11 pays sont traversés par cette édition : 
- France
- Libye
- Niger
- Tchad
- République centrafricaine
- Cameroun
- Gabon
- République du Congo
- République populaire d'Angola
- Namibie
- Afrique du Sud.

## Participants
Au départ, le nombre d'engagés est de 332 (133 autos, 98 motos et 101 camions).
A l'arrivée, le nombre est de 169 véhicules (68 autos, 45 motos et 56 camions).

## Classements finaux

### Motos
| Pos. | Pilote                     | Constructeur |
| ---- | -------------------------- | ------------ |
| 1    | Stéphane Peterhansel (FRA) | Yamaha       |
| 2    | Danny Laporte (USA)        | Cagiva       |
| 3    | Jordi Arcarons (ESP)       | Cagiva       |
| 4    | Marc Morales (FRA)         | Cagiva       |
| 5    | Thierry Magnaldi (FRA)     | Yamaha       |
| 6    | Gilles Picard (FRA)        | Yamaha       |
| 7    | Edi Orioli (ITA)           | Cagiva       |
| 8    | Carlos Sotello (ESP)       | Gilera       |
| 9    | Laurent Charbonnel (FRA)   | Suzuki       |
| 10   | Davide Trolli (ITA)        | Cagiva       |

### Autos

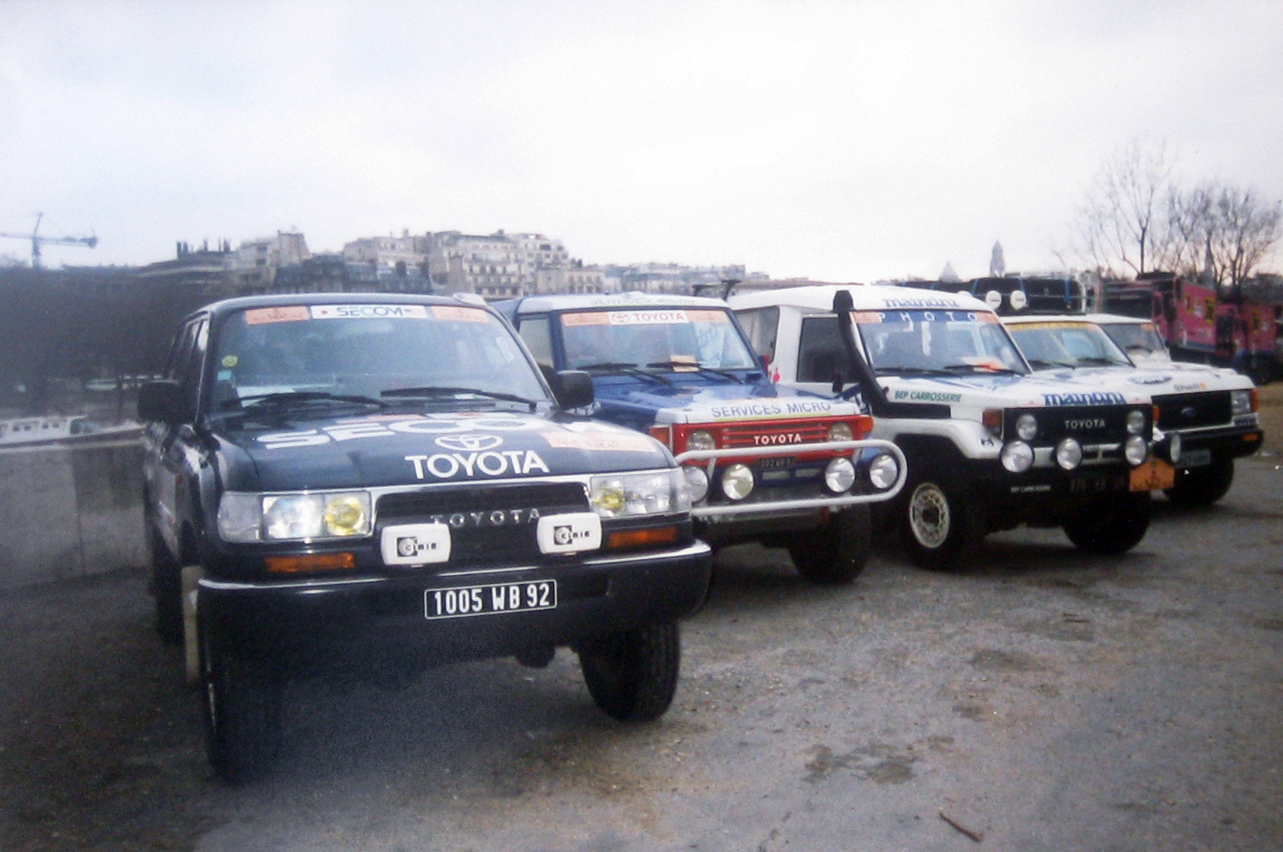
Voitures participant au rallye lors de l'étape de Paris.

| Pos. | Pilote                   | Copilote                  | Constructeur |
| ---- | ------------------------ | ------------------------- | ------------ |
| 1    | Hubert Auriol (FRA)      | Philippe Monnet (FRA)     | Mitsubishi   |
| 2    | Erwin Weber (GER)        | Manfred Hiemer (GER)      | Mitsubishi   |
| 3    | Kenjirō Shinozuka (JPN)  | - Henri Magne             | Mitsubishi   |
| 4    | Björn Waldegård (SWE)    | Fred Gallagher (GBR)      | Citroën      |
| 5    | Ari Vatanen (FIN)        | Bruno Berglund (SWE)      | Citroën      |
| 6    | Jacky Ickx (BEL)         | Dominique Lemoyne (FRA)   | Citroën      |
| 7    | Pierre Lartigue (FRA)    | Patrick Destaillats (FRA) | Citroën      |
| 8    | Salvador Servià (ESP)    | Jaime Puig (ESP)          | Lada         |
| 9    | Alain Ambrosino (FRA)    | Alain Guéhennec (FRA)     | Citroën      |
| 10   | Philippe Wambergue (FRA) | Michel Vantouroux (FRA)   | Toyota       |

### Camions
Avant 1998, les camions sont intégrés à la catégorie « auto » et ne disposent pas de leur propre classement. En 1992, l'équipage de Francesco Perlini, Giorgio Albiero et Claudio Vinante, premier camion du général, termine 16e de la catégorie « autos / camions ».
| Pos. | Pilote 1                   | Pilote 2                 | Pilote 3              | Constructeur |
| ---- | -------------------------- | ------------------------ | --------------------- | ------------ |
| 1    | Francesco Perlini (ITA)    | Giorgio Albiero (ITA)    | Claudio Vinante (ITA) | Perlini      |
| 2    | Jacques Houssat (FRA)      | Thierry de Saulieu (FRA) | Danilo Bottaro (ITA)  | Perlini      |
| 3    | Karel Loprais (CZE)        | Radomír Stachura (CZE)   | Josef Kalina (CZE)    | Tatra        |
| 4    | Peter Reif (AUT)           | Johann Deinhofer (AUT)   |                       | Hino Ranger  |
| 5    | Jean-Pierre Jaussaud (FRA) | Hideki Shibata (JPN)     | Hino Ranger           |              |
| 6    | Yoshimasa Sugawara (JPN)   | Katsumi Hamura (JPN)     | Hino Ranger           |              |